# Insara apache
Insara apache – gatunek owada prostoskrzydłego z rodziny pasikonikowatych. 

## Taksonomia
Gatunek ten został opisany w 1907 roku przez Jamesa A. G. Rehna pod nazwą Hormilia apache. Jako miejsce typowe podano Carr Canyon w Górach Huachuca w Arizonie.

## Zasięg występowania
Płd.-wsch. Arizona w USA. Znajdowany w Górach Huachuca oraz Górach Santa Rita.

## Budowa ciała
Ciało bardziej masywne niż u innych przedstawicieli rodzaju Insara. Ubarwienie jednolicie zielone.